# Gaspare Jean
Gaspare Jean (Torino, 2 febbraio 1935 – Milano, 11 agosto 2019) è stato un medico, ematologo e politico italiano.

## Biografia
Fratello del Generale Carlo Jean. Laureato con lode in Medicina presso l'Università Statale di Milano, specializzato in Medicina interna ed Ematologia, già ricercatore all'Università di Losanna, è stato professore all'ospedale Policlinico di Milano. Fino al 1984 è titolare dell'insegnamento in Ematologia presso la scuola di specialità di Angiologia e Chirurgia Vascolare.
Primario negli ospedali di Gorgonzola, Bollate e Garbagnate Milanese. Ha anche ricoperto i ruoli di Commissario straordinario dell'ospedale di Milano Niguarda Cà Granda, di Presidente dell'azienda comunale di Bollate, di Presidente dal 1989 al 1996 della Commissione regionale alcolismo costituita presso l'Assessorato regionale sanità della Lombardia, composta da rappresentanti di tutte le esperienze pionieristiche lombarde per accompagnare il competente ufficio regionale nella redazione della proposta della legge reg.le 62/1990 (Norme per la prevenzione, cura e riabilitazione delle alcoldipendenze) e del Progetto Obiettivo Alcolismo delibera CC 1979/1990, nella definizione dei piani attuativi/atti/indirizzi/priorità/iniziative sperimentali e ricerche."
Per più di 40 anni Gaspare è stato uno dei medici nazionali che si è preso cura di Alcolisti Anonimi promuovendo l'apertura di diversi gruppi. L'associazione nazionale degli Alcolisti Anonimi (AA) dal febbraio 2016 lo ha nominato Fiduciario medico Non Alcolista (FNA) per cui era componente a pieno titolo del Consiglio Nazionale di AA.
Ha ricoperto anche ruoli politici come quello  di consigliere comunale Gorgonzola e a Novate Milanese per il PCI, e successivamente di Consigliere alla Provincia di Milano e di consigliere comunale di Bollate per il PdCI. Venne candidato alle elezioni europee del 1994 da Rifondazione Comunista nella circoscrizione Italia Nord-Occidentale, ottenendo 2.800 preferenze, senza risultare eletto. Nel dopoguerra è sempre stato iscritto all'ANPI, alla Sezione 25 Aprile.

## Onorificenze
Il 7 dicembre 2008 il Comune di Milano ha assegnato a Gaspare Jean l'Ambrogino d'oro con la seguente motivazione: "Prof. Gaspare Jean Un medico al servizio dell’uomo. Ricercatore di livello assoluto, con i suoi studi ha contribuito al raggiungimento di traguardi importanti nell'ematologia clinica e di laboratorio. Fin dai primi anni di attività ha focalizzato i suoi studi sugli aspetti sociali della medicina e, in particolare, sui rischi per la salute derivanti dagli ambienti di lavoro, sulle dipendenze e sull'alcolismo. La sua attività medica e scientifica è da sempre caratterizzata da una profonda attenzione ai valori della persona. Un rigore professionale e una coerenza etica che ne fanno un esempio per le nuove generazioni di medici e ricercatori"
Dedica del Libro "Riparliamo di Alcol - I professionisti Lombardi della Alcologia a confronto su percorsi terapeutici e proposte per il futuro" a cura di C. Varnago, M. Riglietta, M. Corti, B. Sanfilippo, F. Nava, A Lucchini, Ce.R.Co. Edizioni - Al Prof. Gaspare Jean, Maestro di Medicina, Uomo di grande passione civile.
Compare tra i 200 volti raffigurati nel murales dei diritti eseguito in via Ortica 1 a Milano e inaugurato in data 7 Ottobre 2023, in compagnia, tra gli altri, di Pertini, Falcone, Borsellino. 

## Pubblicazioni
- ”Interazione tra servizi alcologici e  alcolisti anonimi” di Jean G., Cibin M., Pini P., Aliotta V., Bocchia M., Allamani A., Fanella F., Fedi R., Contreras L., Perazza D., Bocchia M., Nuovo M., Zavan V. (2004) In: Libro Italiano di Alcologia, a cura di A.Allamani, D.Orlandini, G.Bardazzi, A.Quartini, A.Morettini, SEE Firenze Vol II, pp 283-288.
- "Vino, vignaioli, Ubriaconi all’Unità di Italia” di Gaspare Jean, pubblicato nel libro “Il Risorgimento: un'epopea?” Ed. Zambon, 2012 (da pag. 291 a pag. 307)
- “I complessi rapporti tra alcolismo e povertà” di Gaspare Jean, pubblicato in Medicina Democratica, N° 225-226, gennaio-aprile 2016
- "Riforma sanitaria e costi di assistenza" a cura di Gaspare Jean e Maurizio Meregalli, in “Il libro italiano di alcologia”, in 2 volumi ed. S.E.E. Firenze, curatori: Allaman Allamani, Daniela Orlandini, Gabriele Bardazzi, Andrea Quartini, Antonio Morettini
- Chronic liver disease in children with leukemia in long-term remission  A Locasciulli, GM Vergani, C Uderzo, G.Jean - Cancer, 1983 - Wiley Online Library  Liver disease during chemotherapy and after its completion  was studied in 103 leukemic children in long term remission. Seventy developed chronic liver disease during therapy; 22 out of 56 with adequate follow ‐ up showed persisting abnormality or deterioration of liver
- Evaluation of iron stores in patients with alcoholic liver disease: role of red cell ferritin   L Isa, G.Jean, A Silvani, P Arosio, GL Taccagni - Acta haematologica, 1988 - karger.com  Forty-two male patients with alcoholic liver disease were studied for iron status by indirect hematological assays, including red cell ferritin (RCF), and histochemical estimations. Serum iron and ferritin, total iron-binding capacity levels were unrelated to iron deposits
- focus12passi.it  La collaborazione tra Servizi Sanitari e l'associazione “Overeaters Anonymous”(OA): un obiettivo da proporre ed incentivare - Introduzione G. Jean  - focus12passi.it  Tradizionalmente i medici hanno avuto un approccio riduzionista nel trattamento della obesità: ci si limitava a prescrivere una dieta ed a suggerire un aumento della attività fisica con o senza farmaci anoressizzanti; oggi incominciano a delinearsi trattamenti più olistici ...
- Ultrastructural Alterations of Hepatic Cell Nucleoli Induced by Adriamycin  GL Deliliers, T Ranzi, G. Jean, C Bertazzoli... - Tumori ..., 1972 - journals.sagepub.com  The inoculation of adriamycin to CRF mice induced a sequence of ultrastructural alterations in hepatic cell nucleoli. The earliest change was the fragmentation of the nucleolonema followed by the segregation of fibrillar, granular and amorphous components. These lesions ...
- medicinademocratica.org  I complessi rapporti tra alcolismo e povertà di G. JEAN- medicinademocratica.org  Il rapporto tra alcolismo e povertà è bene esemplificato dalla diatriba scoppiata nei primi anni del '900 all'interno del partito socialista italiano: Zerboglio (1), di ispirazione positivista, sosteneva che l'alcolismo era causa di miseria, di diminuzione del senso morale, di ...
- Medicina Democratica - “Nutrire il Pianeta!”... Bene ma senza trucchi!
- Medicina Democratica - Considerazioni varie sull’ “affare stamina”
- Medicina Democratica - Revisione della sanità lombarda: voleva essere la salsa leghista, ma...